# Helmold III (hrabia Schwerinu)
Helmold III (zm. 1299) – hrabia Schwerinu, syn i następca Guncelina III.
W 1264 r. poślubił Małgorzatę, córkę Eryka I, księcia Szlezwiku. Mieli troje dzieci:
- Guncelina
- Henryka
- Małgorzatę - mniszkę w Zarren Thin